# Brie Larson
Pour les articles homonymes, voir Larson.
Brianne Sidonie Desaulniers, dite Brie Larson, née le 1er octobre 1989 à Sacramento, (Californie, États-Unis), est une actrice, réalisatrice et chanteuse américaine.
Révélée au cinéma par States of Grace en 2013, elle remporte le Golden Globe, le SAG Award, le BAFTA Award et l'Oscar de la meilleure actrice en 2016 pour Room.
Depuis 2019, elle incarne Carol Danvers / Captain Marvel dans l'univers cinématographique Marvel.

## Biographie

### Jeunesse et formation
Brianne Sidonie Desaulniers, née le 1er octobre 1989 à Sacramento, en Californie, aux (États-Unis), dans une famille d'origine canadienne et suédoise, est la première fille de Sylvain et Heather Desaulniers, couple de chiropraticiens travaillant ensemble dans un cabinet,. Ses parents ont divorcé quand elle était enfant et elle déménage ensuite à Los Angeles avec sa mère et sa sœur. Elle étudie le théâtre à l’American Conservatory Theater (en) et devient l’une des plus jeunes étudiantes du conservatoire,,. Auparavant, elle était scolarisée à domicile.
Ses grands-parents paternels sont des Franco-Manitobains. Sa grand-mère, Gabrielle Marie-Thérèse Desaulniers (née Chatelain), est décédée le 31 décembre 2015 à l'âge de 84 ans dans le quartier de Saint-Boniface à Winnipeg. La langue maternelle de Brie est le français mais, en grandissant, elle en a perdu la maîtrise au profit de l'anglais.
Elle a déclaré dans une interview à Glamour qu'elle a choisi Larson comme nom de scène d'après le nom d'origine suédoise de jeune fille de sa grand-mère, son propre nom de famille étant difficile à prononcer. Elle a également déclaré au Tonight Show Starring Jimmy Fallon qu'elle a pris son nom de scène d'après Kirsten Larson, une poupée de la gamme American Girl, qu'elle avait reçue quand elle était enfant,,.

### Débuts d'actrice et seconds rôles (1998-2013)
Elle commence sa carrière à la télévision en 1998, à l'âge de neuf ans, avec un premier rôle dans un sketch dans The Tonight Show with Jay Leno. Plus tard, elle fait partie de la distribution de la série Schimmel, qui n'a jamais été diffusée car la star de la série, Robert Schimmel, a été diagnostiquée avec un lymphome non hodgkinien peu de temps avant que le tournage ne débute. Après avoir « mis en attente » le programme pendant dix mois, la chaîne Fox décide d'annuler la série. Larson auditionne pour une nouvelle série de la chaîne The WB intitulé In Your Dreams et décroche le rôle de la fille du personnage de Bob Saget. La série est programmée pour une diffusion en 2003 avec un nouveau titre Raising Dad (Un père peut en cacher un autre lors de sa diffusion en France), mais est finalement annulée au bout de vingt-deux épisodes. Par la suite, elle est engagée pour jouer dans le pilote d'une série pour ABC Hope & Faith, mais elle et d'autres membres de la distribution ont abandonné après que le pilote n'a pas été diffusé.
Elle a ensuite des petits rôles dans les films Pyjama Party, 30 ans sinon rien et Hoot. 
Parallèlement, elle entame une carrière de chanteuse : en 2003, elle signe un contrat chez Universal Records. En octobre, son premier single She Said est disponible en écoute sur son site officiel. Deux autres chansons, Ugly et Loser, sont disponibles en ligne sur l’Itunes Music Store en décembre et sont diffusées sur les ondes à partir de janvier 2005. L’album Finally Out of P.E. sort finalement en octobre 2005
Après avoir composé et interprété des chansons pour différents films, Larson se consacre à l’écriture et l’enregistrement de son second album. En 2010, elle lance également son propre label indépendant sous le nom de « Big Brass Stacks ».
Comme actrice, elle parvient à accéder à des productions plus ambitieuses, en décrochant le rôle de la fille aînée de la famille de la série télévisée United States of Tara, comédie dramatique portée par l'actrice renommée Toni Collette. La première saison débute en janvier 2009, avec douze épisodes sur la chaîne Showtime. La série continue jusqu'en 2011, lorsqu'elle est arrêtée au bout de trois saisons et 36 épisodes.
Entre-temps, l'actrice en profite pour percer au sein du cinéma indépendant américain : en 2010, elle est à l'affiche de la comédie dramatique indépendante Greenberg, de Noah Baumbach, puis fait partie de la distribution de Scott Pilgrim, acclamé premier essai hollywoodien d'Edgar Wright, où elle joue Envy Adams, l’ex petite-amie du héros incarné par Michael Cera.
En 2011, elle participe à l'indépendant Treatment, de Sean Nelson (en) et Steven Schardt, puis au drame Rampart, d'Oren Moverman, mené par Woody Harrelson, et également salué par la critique.
C'est en 2012 qu'elle parvient à aussi convaincre commercialement : en participant à la comédie policière 21 Jump Street, adaptation de la série télévisée éponyme signée Phil Lord et Chris Miller, et portée par Channing Tatum et Jonah Hill. Énorme succès au box-office, le film génère une suite encore plus populaire, mais à laquelle elle ne participe pas.

### Virage dramatique et consécration (2013-2015)

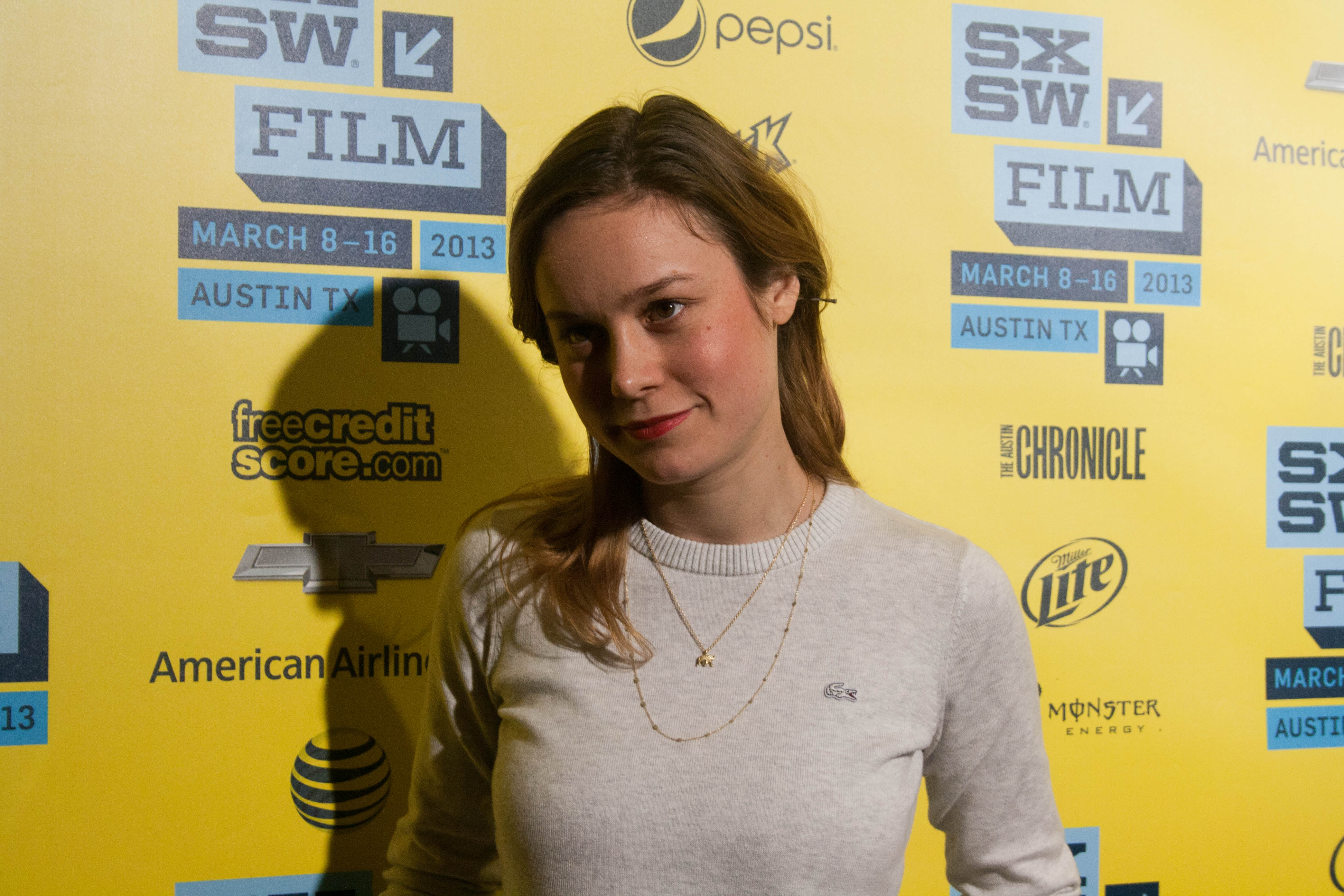
Brie Larson au SXSW 2013, pour la présentation de Don Jon.

En 2013 elle participe au film Don Jon, de Joseph Gordon-Levitt, où elle tient un rôle secondaire, celui de la sœur du héros, elle tient aussi un second rôle dans un autre succès critique la romance adolescente The Spectacular Now, de James Ponsoldt.
Mais c'est surtout en tête d'affiche de States of Grace, film indépendant de Destin Daniel Cretton acclamé par la critique, qu'elle est remarquée par l'industrie,,. Sa performance, en tant qu'éducatrice spécialisée pour adolescents, lui vaut une récolte de prix et de nominations dans diverses cérémonies prestigieuses. Le long-métrage est très majoritairement bien reçu par la critique internationale et est présenté à plusieurs festivals, comme le Festival de Sundance.
En 2014, elle tient le premier rôle féminin de The Gambler, drame criminel de Rupert Wyatt, production plus commerciale, mais qui déçoit critiques et public. Puis elle tient un rôle récurrent, dans trois épisodes des saisons 4 et 5 de la série télévisée Community.
En 2015, elle joue la petite sœur de la star montante de la comédie Amy Schumer dans Crazy Amy, de Judd Apatow, un beau succès critique et commercial sur le territoire nord-américain. Mais elle transforme surtout l'essai de States of Grace avec le drame indépendant canado-irlandais Room, de Lenny Abrahamson, un nouveau succès critique, et une nouvelle performance qui lui vaut l'Oscar de la meilleure actrice.

### Confirmation commerciale (depuis 2016)

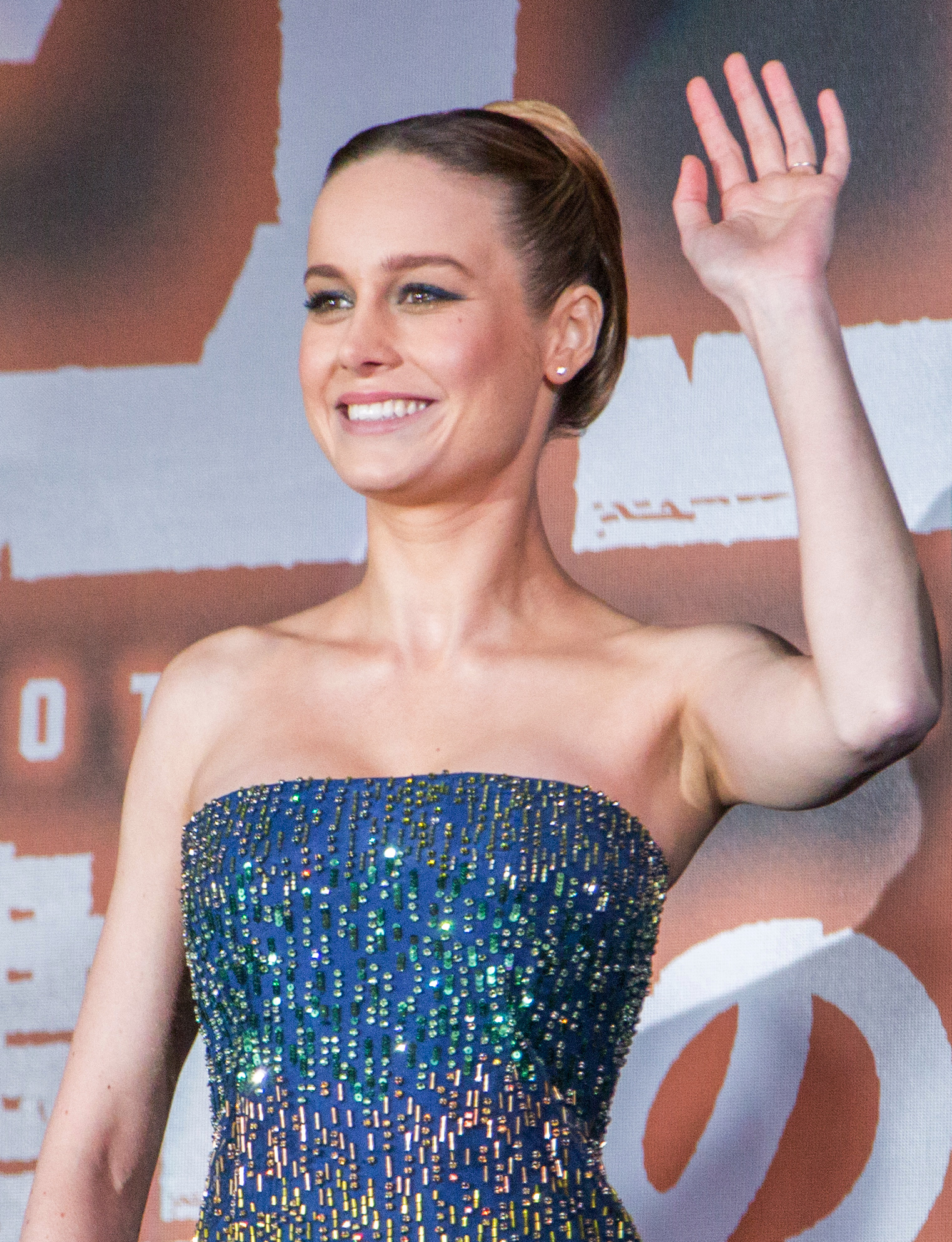
Brie Larson au Japon en mars 2017, pour la promotion de Kong: Skull Island.

Lors du Comic-Con de 2016, il est annoncé qu'elle interprétera Carol Danvers alias Captain Marvel, dans le troisième volet des Avengers, avant de reprendre le rôle dans un film homonyme prévu pour 2019.
En 2017 elle est à l'affiche du blockbuster, Kong: Skull Island, aux côtés de Tom Hiddleston, réalisé par Jordan Vogt-Roberts.
La même année sortent deux longs-métrages indépendants le drame Le Château de verre, sa seconde collaboration avec le cinéaste Destin Daniel Cretton, pour lequel elle prête cette fois ses traits à Jeannette Walls. Puis la comédie Unicorn Store, qui est sa première réalisation, sur Netflix.
En 2018 sort en VOD la comédie musicale qui rends hommage à Bollywood, tournée deux ans plus tôt, Basmati Blues. La bande-annonce génère alors des polémiques dénonçant les stéréotypes du film .
En 2019 sortent les deux films Captain Marvel et Avengers: Endgame, où elle incarne l'héroïne Carol Danvers.

## Vie privée
Brie Larson est en couple avec le musicien Alex Greenwald (en) du groupe Phantom Planet depuis 2013,. En mai 2016, le représentant de Larson confirme que Greenwald et Larson se sont fiancés. En janvier 2019, la presse annonce que les fiançailles sont rompues.
Dans une interview au magazine Elle, Brie Larson révèle ne plus parler à son père depuis plus de dix ans.
En avril 2019, Brie Larson annonce son souhait que son personnage de Captain Marvel s'affiche clairement comme une représentante de la cause LGBT .

## Vie publique

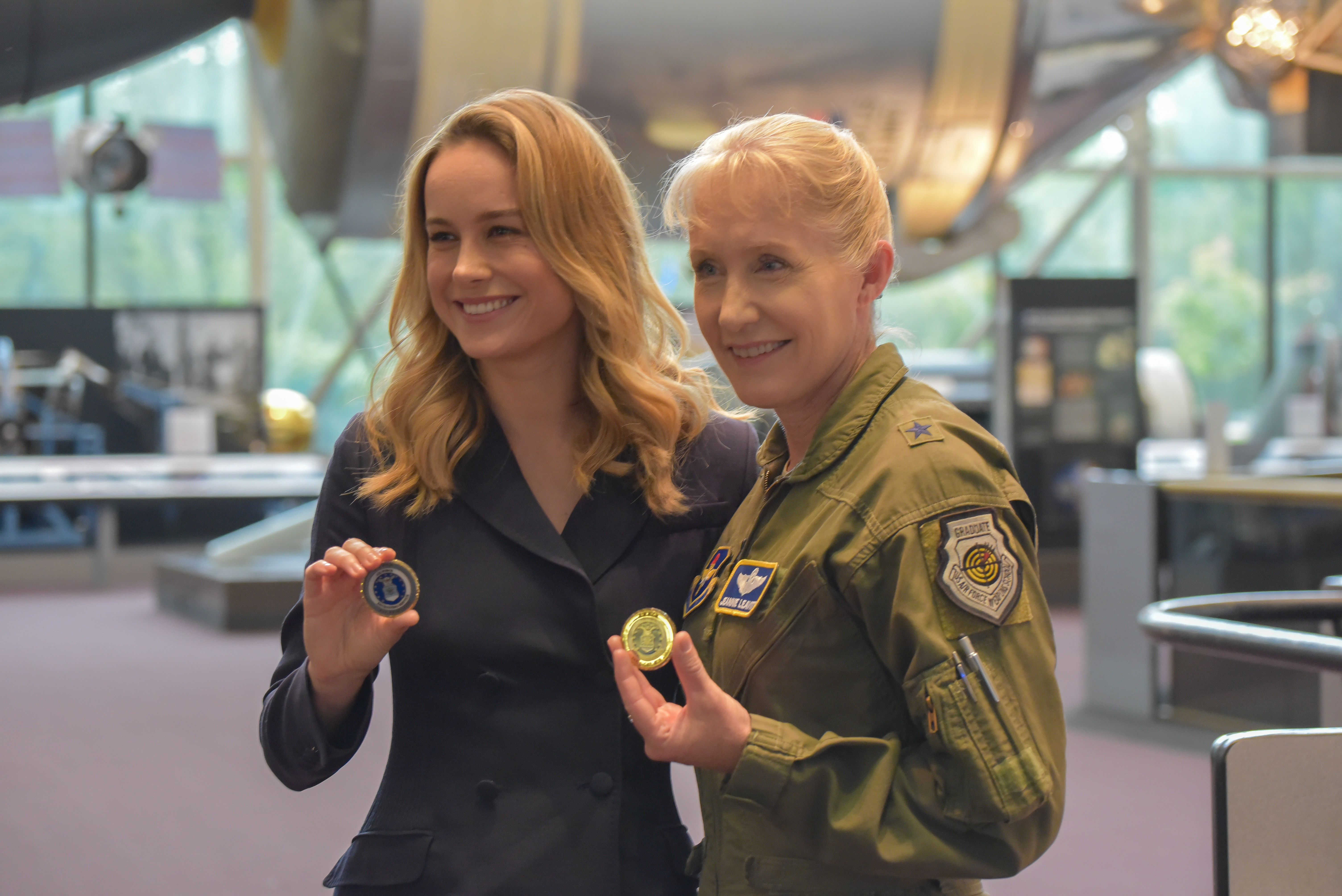
Brie Larson en septembre 2018 avec Jeannie Leavitt, la première femme pilote de chasse de l'US Air Force, lors de sa préparation au personnage de Captain Marvel.

Brie Larson milite pour l'égalité des sexes et défend les droits des victimes d'agression sexuelle. Elle se sert de sa célébrité pour parler de questions politiques et sociales, et affirme : « Je mettrai tout en jeu et serai activiste pour le reste de ma vie parce que ça ne me semble pas juste de rester silencieuse ».
En 2014, elle s'associe à Alia Penner pour lancer Women of Cinefamily, un programme mensuel visant à attirer l'attention sur les films réalisés par et mettant en vedette des femmes, pour la cinémathèque à but non lucratif Cinefamily, dont Brie Larson a été membre du conseil de direction,. À la suite d'allégations d'agression sexuelle contre deux des dirigeants masculins de l'entreprise, elle déclare son soutien aux victimes et demande que des mesures soient prises contre ces hommes,.
En 2016 Brie Larson devient membre de l'Academy of Motion Picture Arts and Sciences et par la suite figure parmi les candidates au conseil d'administration de l'institution.
En 2016 après une représentation de Lady Gaga lors de la 88e cérémonie des Oscars, au cours de laquelle plusieurs victimes d'abus sexuels apparaissent avec la chanteuse, Brie Larson les serre toutes dans ses bras à leur sortie de scène. Lors de la cérémonie en 2017 elle remet à Casey Affleck l'oscar du meilleur acteur, mais en raison d'allégations de harcèlement sexuel contre lui dans le passé, elle ne l'applaudit pas pendant la standing ovation du public.
En 2017, elle fait partie des célébrités à récolter des fonds pour le Motion Picture & Television Fund, un organisme de bienfaisance qui a pour mission d'aider les travailleurs de l'industrie avec peu de ressources. Elle coanime également un événement pour l'organisation Women in Film, où elle exhorte les cinéastes à s'opposer avec force et détermination au mandat de Donald Trump. Elle participe à la Marche des femmes sur Washington et critique les politiques de Trump sur les droits des personnes transgenres.
En 2018, elle collabore avec 300 femmes d'Hollywood pour mettre sur pied le mouvement Time's Up pour protéger les femmes contre le harcèlement et le sexisme. La même année, elle devient l'une des premières actrices à intégrer une clause d'intégration dans ses contrats de tournages de films et de conférences de presse. Sa plainte pour avoir été interviewée principalement par des hommes blancs lors de ses conférences de presse lui a valu une avalanche de commentaires négatifs sur la page de Captain Marvel du site Rotten Tomatoes.

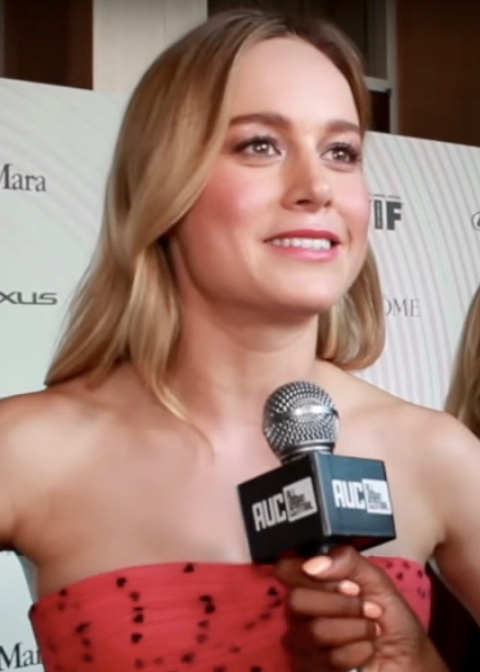
Brie Larson lors des Women In Film Crystal and Lucy Awards en 2018

En 2018 au Women in Film Crystal + Lucy Awards Brie Larson est honorée, elle déplore le manque de diversité parmi les chroniqueurs de cinéma et appelle à une meilleure représentation des minorités dans la critique cinématographique. Lors du Festival international du film de Toronto, elle annonce que celui-ci demande un quota de 20 pour cent de journalistes sous-représentés lors de l’événement.
En 2019, Larson est rédactrice invitée du magazine Stylist et utilise la plateforme pour attirer l'attention sur la diversité et l'inclusion sociale.

## Filmographie

### Actrice

#### Cinéma

##### Longs métrages
- 2004 : 30 ans sinon rien (13 Going on 30) de Gary Winick : Six Chick
- 2004 : Pyjama Party (Sleepover) de Joe Nussbaum (en) : Elizabeth « Liz » Daniels
- 2006 : Hoot de Wil Shriner (en) : Beatrice « The Bear » Leep
- 2007 : The Beautiful Ordinary (en) (Remember the Daze) de Jess Manafort : Angie
- 2009 : Housebroken (en) de Sam Harper (en) : Susan « Suzy » Decker
- 2009 : Tanner Hall (en) de Francesca Gregorini (en) : Kate « Kaitlin »
- 2009 : Just Peck (en) de Michael A. Nickles : Emily
- 2010 : Greenberg de Noah Baumbach : Sara
- 2010 : Scott Pilgrim (Scott Pilgrim vs. the World) d'Edgar Wright : Envy Adams
- 2011 : The Trouble with Bliss (East Fifth Bliss) de Michael Knowles : Stephanie Jouseski
- 2012 : 21 Jump Street de Phil Lord et Chris Miller : Molly Tracey
- 2013 : Don Jon de Joseph Gordon-Levitt : Monica Martello
- 2013 : States of Grace (Short Term 12) de Destin Daniel Cretton : Grace Howard
- 2013 : The Spectacular Now de James Ponsoldt : Cassidy
- 2014 : The Gambler de Rupert Wyatt : Amy Phillips
- 2015 : Digging for Fire de Joe Swanberg : Max
- 2015 : Crazy Amy (Trainwreck) de Judd Apatow : Kim Townsend
- 2015 : Room de Lenny Abrahamson : Joy « Ma » Newsome
- 2016 : Free Fire de Ben Wheatley : Justine
- 2016 : Basmati Blues (en) de Dan Baron : Linda
- 2017 : Kong: Skull Island de Jordan Vogt-Roberts : Mason Weaver
- 2017 : Unicorn Store d'elle-même : Kit
- 2017 : Le Château de verre (The Glass Castle) de Destin Daniel Cretton : Jeannette Walls
- 2019 : Captain Marvel d'Anna Boden et Ryan Fleck : Carol Danvers / Captain Marvel
- 2019 : Avengers: Endgame d'Anthony et Joe Russo : Carol Danvers / Captain Marvel
- 2020 : La Voie de la justice (Just Mercy) de Destin Daniel Cretton : Eva Ansley
- 2021 : Shang-Chi et la Légende des Dix Anneaux (Shang-Chi and the Legend of the Ten Rings) de Destin Daniel Cretton : Carol Danvers / Captain Marvel
- 2023 : The Marvels de Nia DaCosta : Carol Danvers / Captain Marvel
- 2023 : Fast and Furious 10 de Louis Leterrier : Tess

##### Courts métrages
- 2013 : Bitter Orange d'Hope Larson : Myrtle

##### Séries télévisées
- 2003 : Un père peut en cacher un autre (en) (Raising Dad) : Emily Stewart
- 2003 : La Star de la famille (Hope & Faith) : Sydney Shanowski (pilote non diffusé)
- 2013 : United States of Tara : Kaitlin "Kate" Gregson (36 épisodes)
- 2013 : Community : Rachel (saisons 4 et 5, 3 épisodes)
- 2022 : Miss Marvel : Carol Danvers / Captain Marvel: épisode 6 scène post-générique
- 2023 : Lessons in Chemistry
- 2025 : The Bear : Francie Fak (Saison 4 Épisode 7)

##### Téléfilm
- 2003 : La Voie tracée (Right On Track) de Duwayne Dunham : Courtney Enders

### Réalisatrice
- 2017 : Unicorn Store — également productrice

## Distinctions

### Récompenses
- Austin Film Critics Association Awards 2013 :
  - Meilleure actrice de l'année pour States of Grace
  - Meilleure révélation féminine de l'année pour States of Grace
- Black Film Critics Circle Awards 2013 : Meilleure actrice pour States of Grace
- Detroit Film Critics Society Awards 2013 :
  - Meilleure actrice de l'année pour States of Grace
  - Meilleure révélation féminine de l'année pour States of Grace
- Gotham Independent Film Awards 2013 : Meilleure actrice pour States of Grace
- Festival international du film des Hamptons 2013 : meilleure révélation féminine pour States of Grace
- Festival international du film de Locarno 2013 : Lauréate du Trophée Léopard de la meilleure interprétation féminine pour States of Grace
- Maui Film Festival 2013 : meilleur espoir pour States of Grace
- Chlotrudis Awards 2014 : Meilleure actrice pour States of Grace
- Georgia Film Critics Association Awards 2014 : Meilleure révélation féminine pour Don Jon, pour States of Grace et pour The Spectacular Now
- Festival international du film de Santa Barbara 2014 : Lauréate du Prix Virtuoso de la meilleure actrice pour States of Grace
- Seattle Film Critics Awards 2014 : meilleure actrice pour States of Grace
- Austin Film Critics Association Awards 2015 : meilleure actrice pour Room
- Awards Circuit Community Awards 2015 : meilleure actrice dans un rôle principal  pour Room
- Black Film Critics Circle Awards 2015 : meilleure actrice pour Room
- Chicago Film Critics Association Awards 2015 : Meilleure actrice pour Room
- Dallas-Fort Worth Film Critics Association Awards 2015 : Meilleure actrice pour Room
- Florida Film Critics Circle Awards 2015 : meilleure actrice pour Room
- Indiana Film Journalists Association Awards 2015 : meilleure actrice pour Room
- Las Vegas Film Critics Society Awards 2015 : Meilleure actrice pour Room
- National Board of Review Awards 2015 : Meilleure actrice pour Room
- Nevada Film Critics Society Awards 2015 : Meilleure actrice pour Room
- New York Film Critics Online Awards 2015 : Meilleure actrice pour Room
- Phoenix Critics Circle Awards 2015 : meilleure actrice pour Room
- Phoenix Film Critics Society Awards 2015 : meilleure actrice pour Room
- San Diego Film Critics Society Awards 2015 : meilleure actrice pour Room
- Southeastern Film Critics Association Awards 2015 : meilleure actrice pour Room
- St. Louis Film Critics Association Awards 2015 : Meilleure actrice pour Room
- Utah Film Critics Association Awards 2015 : Meilleure actrice pour Room
- Vancouver Film Critics Circle Awards 2015 :
  - Meilleure actrice pour Room
  - Meilleure actrice dans un film dramatique canadien pour Room
- Women Film Critics Circle Awards 2015 :
  - Lauréate du Prix du courage pour Room
  - Meilleure jeune actrice pour Room
  - Meilleur couple à l'écran avec Jacob Tremblay pour Room
- British Academy Film Awards 2016 : Meilleure actrice pour Room
- Prix Écrans canadiens 2016 : meilleure performance pour une actrice pour Room
- Central Ohio Film Critics Association Awards 2016 : Meilleure actrice pour Room
- CinEuphoria Awards (es) 2016 : meilleure actrice pour Room
- Critics' Choice Movie Awards 2016 : Meilleure actrice pour Room
- Denver Film Critics Society Awards 2016 : Meilleure actrice pour Room
- Independent Spirit Awards 2016 : Meilleure actrice pour Room
- Georgia Film Critics Association Awards 2016 : meilleure actrice pour Room
- Gold Derby Awards 2016 : meilleure actrice pour Room
- Golden Globes 2016 : Meilleure actrice pour Room
- Houston Film Critics Society Awards 2016 : meilleure pour Room
- Iowa Film Critics Awards 2016 : meilleure actrice pour Room
- Irish Film and Television Awards 2016 : meilleure actrice internationale pour Room
- North Texas Film Critics Association Awards 2016 : meilleure actrice pour Room
- Oklahoma Film Critics Circle Awards 2016 : meilleure actrice pour Room
- Online Film & Television Association Awards 2016 : meilleure actrice pour Room

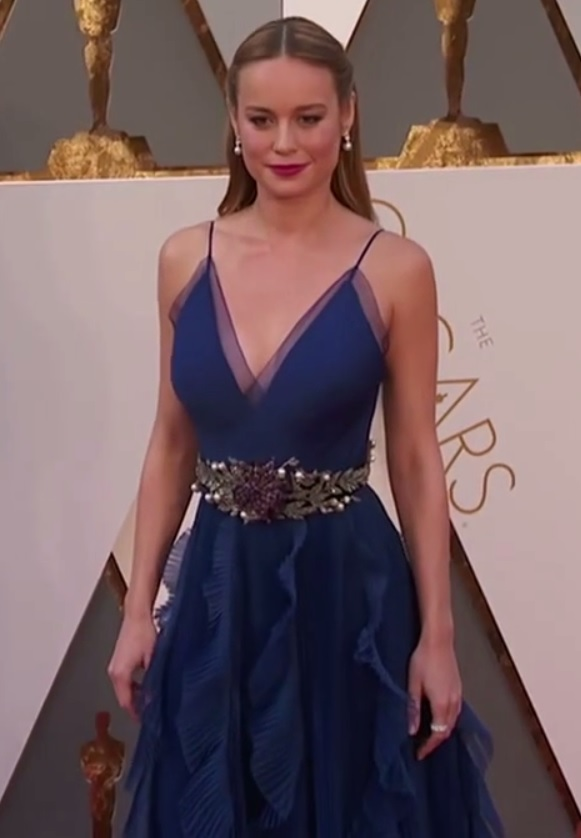
Brie Larson aux Oscars 2016, où elle est récompensée pour sa performance dans Room.

- Oscars 2016 : Meilleure actrice pour Room
- Festival international du film de Palm Springs 2016 : meilleure révélation féminine pour Room
- Festival international du film de Santa Barbara 2016 : meilleure actrice de l'année pour Room
- Screen Actors Guild Awards 2016 : Meilleure actrice pour Room
- Los Angeles Online Film Critics Society Awards 2018 : Lauréate du Prix Trailblazer

### Nominations
- Young Artist Awards 2002 : meilleure performance pour une jeune actrice pour Un père peut en cacher un autre (en)
- Young Artist Awards 2005 : meilleure distribution pour Pyjama Party (avec Mika Boorem, Eileen April Boylan, Kallie Flynn Childress, Scout Taylor-Compton, Sean Faris, Hunter Parrish, Sara Paxton, Evan Peters, Katija Pevec, Ryan Slattery et Douglas Smith)
- Young Artist Awards 2006 : meilleure performance pour une jeune actrice pour Hoot
- Awards Circuit Community Awards 2013 : meilleure actrice dans un rôle principal pour States of Grace
- EDA Awards 2013 : Meilleure actrice et Meilleur espoir féminin pour States of Grace
- Chicago Film Critics Association Awards 2013 : Meilleure actrice pour States of Grace
- Denver Film Critics Society Awards 2013 : Meilleure actrice pour States of Grace
- Houston Film Critics Society Awards 2013 : Meilleure actrice pour States of Grace
- Indiana Film Journalists Association Awards 2013 : Meilleure actrice pour States of Grace
- Indiewire Critics' Poll 2013 : meilleure actrice pour States of Grace
- Online Film Critics Society Awards 2013 : Meilleure actrice pour States of Grace
- Online Film Critics Society Awards 2013 : Meilleur espoir pour States of Grace
- San Diego Film Critics Society Awards 2013 : Meilleure actrice pour States of Grace
- San Francisco Film Critics Circle Awards 2013 : Meilleure actrice pour States of Grace
- Festival international du film de Seattle 2013 : meilleure actrice pour States of Grace
- Village Voice Film Poll 2013 : meilleure actrice pour States of Grace
- Critics' Choice Movie Awards 2014 : Meilleure actrice pour States of Grace
- Central Ohio Film Critics Association Awards 2014 : Meilleure actrice pour States of Grace
- Central Ohio Film Critics Association Awards 2014 : Artiste la plus prometteuse pour Don Jon (2013), pour States of Grace et The Spectacular Now
- CinEuphoria Awards (es) 2014 : meilleure actrice pour States of Grace
- Georgia Film Critics Association Awards 2014 : Meilleure actrice pour States of Grace
- Gold Derby Film Awards 2014 : meilleure révélation féminine pour States of Grace
- Independent Spirit Awards 2014 : Meilleure actrice pour States of Grace
- International Online Cinema Awards 2014 : meilleure actrice pour States of Grace
- Online Film & Television Association Awards 2014 : meilleure révélation féminine pour States of Grace
- Australian Academy of Cinema and Television Arts Awards 2015 : Meilleure actrice pour Room
- Detroit Film Critics Society Awards 2015 : Meilleure actrice pour States of Grace
- Gotham Independent Film Awards 2015 : Meilleure actrice pour Room
- 2015 : Indiewire Critics' Poll 2015 : meilleure actrice pour Room
- Online Film Critics Society Awards 2015 : Meilleure actrice pour Room
- San Francisco Film Critics Circle Awards 2015 : meilleure actrice pour Room
- Village Voice Film Poll 2015 : meilleure actrice pour Room
- Washington DC Area Film Critics Association Awards 2015 : Meilleure actrice pour Room
- Alliance of Women Film Journalists Awards 2016 : meilleure actrice et meilleur espoir pour Room
- British Academy Film Awards 2016 : EE Rising Star Award du meilleur espoir pour Room
- Prix Écrans canadiens 2016 : meilleure actrice pour Room
- Empire Awards 2016 : Meilleure actrice pour Room
- Gay and Lesbian Entertainment Critics Association Awards 2016 : meilleure actrice pour Room
- London Critics Circle Film Awards 2016 : actrice de l'année pour Room
- North Carolina Film Critics Association Awards 2016 : meilleure actrice pour Room
- Satellite Awards 2016 : Meilleure actrice pour Room
- Seattle Film Critics Awards 2016 : meilleure actrice pour Room
- Toronto Film Critics Association Awards 2016 : meilleure actrice pour Room
- Teen Choice Awards 2016 : Meilleure actrice pour Room
- Festival international du film de Toronto 2017 : meilleur premier film canadien pour Unicorn Store
- Festival international du film d'Édimbourg 2018 : Nomination au Prix du Public pour Unicorn Store
- MTV Movie Awards 2019 : meilleure actrice pour Captain Marvel
- People's Choice Awards 2019 :
  - Star féminine de film préférée pour Captain Marvel
  - Star de film d’action préférée pour Captain Marvel
- Saturn Awards 2019 : Meilleure actrice pour Captain Marvel
- Teen Choice Awards 2019 : Meilleure actrice pour Captain Marvel et Avengers: Endgame
- Golden Globes 2024 : Meilleure actrice dans une mini-série ou un téléfilm pour Lessons in Chemistry

## Voix francophones
Élisabeth Ventura est la voix française régulière de Brie Larson depuis la série United States of Tara puis dans les films du MCU, 21 Jump Street, Kong: Skull Island et La Voie de la justice. Marie Tirmont l'a doublée dans Room, Free Fire, Le Château de verre et Unicorn Store. À titre exceptionnel, elle a été doublée par Karl-Line Heller dans Scott Pilgrim et Sophie Planet dans States of Grace.